# Vue (software)
Vue (beter bekend als Vue d'Esprit) is een serie van computerprogramma's voor het maken van 3D-computergraphics.
Het programma heette eerst "Vue d'Esprit". Vanaf versie 5 wordt de naam "Vue" gebruikt. Het programma heeft ook veel mogelijkheden om landschappen te maken, zoals Bryce. Verder is het gebruik van het programma vaak gemakkelijker dan vergelijkbare programma's.